# 太古的盟約

《太古的盟約》是由蓋亞文化出版的輕小說，作家筆名為冬天，現處於積槁中。

## 故事簡介
「獸人」，擁有太古時代遺留下來的獸性與人類的外型，存在於今日世界的太古遺族…… 
　　這個世上有一群太古遺族，他們混居於人類社會間，和人類有著一樣的慾望、情感與外型，唯一的不同，是他們擁有「獸」的力量……為了宣洩過度壓抑的獸之力，獸人們依循著太古時代所定下的魔法盟約，每隔一段歲月就會產生集體的「獸血沸騰」——潛藏在獸人體內的鬥性會甦醒，互相爭鬥以選出共主「獸皇」。而現在，獸血已再度沸騰…… 
　　單純的大學生梁圖真，原本過著平凡的生活，但是在他二十歲生日那天，體內的獸人的靈魂再次覺醒、前世的記憶回歸，原來他竟是那「唯一的獸」。即使極力低調，面對獸人和人類、獸人彼此之間的弱肉強食，以及教廷獵捕獸人的行動，他終究無法置身事外……

## 登場角色

### 主要角色

#### 梁圖真
本故事主角，古名里米特，遭關曉蕾陷害成為學生會會長，20歲那年換血過後，了解到自己是麒麟嫡裔轉世。曾因踏入靈魂殿堂，坐上「真實的王座」，而獲得永生的權利，每2000年轉生一次,每次皆活不過五十歲,每次轉生都在尋找解除永生的方法。在轉生期間擔任自由導師化解各界的紛爭。
招式：究凶三軌「劃界凶走軌」、「空殞凶殺軌」、「霽讎兇懺軌」、「飄零掌」(以上是麒麟的獨有戰技,其實他會各族戰技)

#### 關曉蕾
本故事女主角，梁圖真的女友，學生會副會長，精明能幹，掌管學生會大小事務。

#### 張語默
本故事第二女主角，古名凡莉嘉，月識族首酋璐娜、刀尊張紹由之女，月識族三百年來靈識最高絕的天才少女，擁有遠古十大神兵之「殺戮藝術品」秋水冷焰刀，曾於關曉蕾面前表示喜歡梁圖真。

#### 西恩
梁圖真養的拉不拉多犬，能做出雄犬、靈獸、長劍三種變化，真實身分為十大神兵之一凶劍邦傑明。雖然不需吃食物，但卻相當喜歡吃肉(僅限瘦肉)。

#### 島田克巳
古名菲亞斯，拓旡族人，拓旡族首酋島田甚八之孫，未來的首酋繼承人，十大神兵之一滔天叉的持有者，現與梁圖真及歐大軍同居。

#### 歐大軍
古名阿姆雷特，跋厲族人，霸爵世宗雷孝,歐娣娜之子，個性直接，十大神兵之一焚海戟的持有者，於永世戰爭中意外的和島田克巳打成平手，稱梁圖真為師父，現與梁圖真及島田克巳同居。

### 太古遺族

#### 月識族

##### 月識姥姥
月識族三長老之一,百年堂發言權最高者,擁有人中巔峰的智慧之眼,可看穿別人的前生今世。
信奉一次只做一件，不架多頭車，若是有事件必須插入，她便會加速結束上一件事情。

##### 璐娜
凡莉嘉的母親，月識族的現任首酋。

##### 張紹由
凡莉嘉的父親，月識族首酋之夫，被尊稱為「刀尊」，曾將刀章中最厲害的九魂動蒼生練到一刀七勁的地步(近一千年來無人達到)。三度挑戰八樹總司失敗後的隔天，便逝世了。

##### 古爾泰
凡莉嘉的舅舅，璐娜的弟弟,現任檢察官。

#### 拓旡族

##### 島田甚八
島田財閥的董事長，拓旡族的首酋，為人簡樸，島田克巳的爺爺。

##### 八樹總司
被太古遺族尊為「武聖」。因為肅清行動而被迫定下協約：
一、八樹總司終生不得離開日本。
二、拓旡族不得插手八樹總司在日本境外所遭受的報復。
在八樹總司創造出獨門武技「絕世黑潮」後一舉成為五大強者中最強的。

##### 四將衛
俗稱「風林火山」，四字分別代表四個姓氏，風間、小林、不知火、銅山。
各自修習獨門功法，為歷代拓旡族武功最強的四人(今代被八樹總司所打破)，各自修習獨門功法，直屬於首酋，身分位於所有幹部之上。

#### 跋厲族

##### 雷孝
人稱「瘋虎」雷孝，霸爵世宗，阿姆雷特之父。個性暴躁，經常口出惡言。

##### 芮荻
金髮美女，少數能將「炎皇重核腿」練至「剎增溫」境界的高手，為太古遺族地下鬥場前八強的常客。

#### 昂渾族

##### 奎格
被尊稱為「藥師」的偉大學者，里米特的父親，魔法和醫術均締造前無古人後無來者的輝煌紀錄，其一生為大的創作有「奧克瑪十三」、「盟約」。生性厭惡殺戮，醫治患者不分敵我、族群，在那個年代，是少數幾個得到跨種族尊重的奇特人物。因其兒子里米特而慘遭無期限追殺最後被多族聯軍腰斬於北海之濱。

#### 蹤靡族

##### 辛黛
蹤靡族首酋，扳倒「別外洞天」的總職事「獨臂」死後暫代總職事。

##### 沃克
是一位非常小心的變態,最後死於凡莉嘉之手。

##### 段紫苓
古名伊比雅，手段殘忍，做事小心，相當怨恨凡莉嘉，十大神兵之一貂瞳的持有者。

#### 尊迫族

##### 約瑟夫
「雪獅」約瑟夫，二十年前尊迫族第一高手，為雨紋匕之主，為别外洞天之主「費加洛」之子。現為靈遙堂的負責人之一。
年輕時相當頑劣，被桑鐸預言「動盪山河無限血，聲名紅透半邊天」。後來燒掉別外洞天總部，廢掉獨臂的一隻手，盜取逾限魔法「冥界之章」，背叛別外洞天逃向教廷。

##### 法肯達
獸王一脈的傳人，本名維克多，卻以最強獸王為名，稱約瑟夫為「二叔」。
(法肯達為2000年前獸王的名字，尊迫族裡的特異血脈，代代單傳，是最強的獸王。)

#### 冥祟族

##### 罕拉姆
原為職業殺手，為了刺殺傅雨姿，面對梅碩和索拿夫的聯手攻擊下重傷，正當約瑟夫要結果罕拉姆時，法肯達出面向求約瑟夫求情。

#### 空衍族

##### 那卡羅
年輕一代的佼佼者，因島田八的種族肅清計畫，怨恨在心，召集肅清計畫的受害者計畫向八樹總司復仇。

#### 橫野族

##### 孫曉金
人稱「神手」孫曉金或「三手金」，少年時期以竊取他人貼身財物為樂，且專偷高手，後來苦心研究冶金，成為當今世上最傑出的兵器修復師。

#### 進化者
由麥加(太古遺族)和徐景翔(教廷院士)兩人研究「獸」與「人」融合後的物種，最大的特點為可變換各族的「獸變徵」、和使用各族武技和血液為紅色。

### 教廷

#### 元老院
年紀衰老的教廷院士(通常是有研究功績以及誅獸功勳的年老院士)的安養院，負責決策重大事務。

#### 神威獄
位於西伯利亞的修道院，有學院及關押太古遺族的監獄，現任掌院為貝妲修女。

#### 貝妲修女
神威獄掌院，戮獸數目最高者，戮獸時必定是以「戮目截顱」，手段殘忍無情。

##### 白亞哥
神威獄最有自信的院士，武器為山雨槍。

##### 索拿夫
小時侯家人慘遭噬血獸人屠殺因此相當怨恨太古遺族，武器為「渦刀」。

#### 神恩海
位於冰島的修道院。院中修士皆是修行身法。

##### 梅碩
自2000年前以來兩院(神恩海和神威獄)第一高手「凱札斯坦」創出真文字體術以來，第二個能夠使用真文字體術的人，也是兩千年前凱札斯坦及法肯達連手重傷里米特使其回復理智後所贈送融合因子（融合獸王因子和聖人因子）方法的成果。

##### 余衍
靈遙堂的負責人。是唯一一位身為神恩海卻執掌過神威獄的刑具武裝特種騎士團。

### 冥界魂導師

#### 二宗三際
二宗指的是光明與黑暗，三際是過去、現在、未來，這五位統馭冥界的最頂級魂導師。擁有絕對的權力，同時也背負著相對的義務，是所有魂導師的領導者，也是最接近真理的存在。

#### 八原執
二宗三際以下，擁有絕對的權力，卻不需背負相對義務的八位魂導師。
里米特為八原執之一的自由導師。

### 人類

#### 關家

##### 關老爺
關曉蕾的爸爸，現居在白沙灣，關老爺是外號，家裡開設武館。

##### 關曉彤
關曉蕾的妹妹，歐大軍喜歡的對象，但關曉彤卻喜歡島田克巳，目前唯一一位能逼西恩啃骨頭的人。

#### 曼丘家族

##### 曼丘聖
曼丘家的創立者，與里米特為生死之交。將里米特教導的「十方辟易玄監」傳承於曼丘家，並要求曼丘家的所有人服從自由導師的所有諭令，但到後來里米特並沒有下過任何要求，反而是給其他冥界魂導師方便。

##### 曼丘浩瀚
曼丘家首席除靈師。個性相當自我。

##### 曼丘深邃
曼丘浩瀚的弟弟，靈魂中有一絲自由導師（里米特在冥界中的職稱）的靈魂，擁有里米特在冥界時的所有記憶，為神魔仲介者,現任壽仁高中輔導室老師。

#### 顧家

##### 顧允珊
顧允喬的姐姐，活死人事件的受害者，在公園時，和歐大軍相談甚歡，成為朋友。

##### 顧允喬
顧允珊的妹妹，曾經帶頭罷免梁圖真，現在對梁圖真似乎抱有某些情愫。

#### 康凱
電機系三年級，籃球社社長，為人小氣吝嗇，相當愛現，梁圖真曾在二年級鬥牛比賽時，將康凱的隊名「暗魔隊」，寫成「按摩隊」，結果比賽以極大的分差落敗，從此懷恨在心，處處針對梁圖真。

#### 傅雨姿
藝人，個性古怪，相當喜歡梅碩，最後被梅碩以術法忘卻所有有關梅碩的記憶。

## 太古的盟約的相關名詞

### 十大神兵

#### 獸王武裝
原為每代獸王的必備武裝，但在兩千年前遺失，在後來找出獸王武裝成每代獸王的終生己任，現存於教廷中。

#### 凶劍邦傑明
具有將物質粉碎在還原的能力。目前擁有者為里米特。

#### 妖刃貂瞳
具有以釋放靜電電流吸附物質的能力。目前擁有者為伊比雅。

#### 雨紋匕
擁有能物質以等比例大小崩潰的能力。目前擁有者為罕拉姆，但主人為約瑟夫。

#### 凱亞爾之索
有詭異莫測之名。原為桑鐸的兵器，但在他成為五大強者後便傳給班督。

#### 滔天叉
以精靈魔法植入自然精靈所生成的兵器。目前擁有者菲亞斯。

#### 焚海戟
以精靈魔法植入自然精靈所生成的兵器。目前擁有者阿姆雷特。

#### 秋水冷焰刀
具有將物質結晶化的能力。目前擁有者凡莉嘉。

#### 絕今踏
本身的重力能夠隨意增長。

#### 幻爪阿瑟斯
必須要有相當覺悟才會去動用。

### 五大強者
拓旡族「八樹總司」、冥祟族「舒伯茲」、沼圖族「莫寧」、龐煞族「尤小金」、叢遊族「桑鐸」
長年稱霸地下鬥技場，若全力出手可以消滅一座城市，彼此衝突甚至可能抹去一座小國

公認擁有世間最頂級武力的五名頂級高手，共稱「五大強者」。

然而雖然共享同等級的名號，實際實力卻不完全一致
已知五大強者中由「八樹總司」為第一，
（亦是唯一曾公開擊敗年齡超過一世紀，無法排入任何排名的「老不死」之人）
而敬陪末座者，則是五人中年齡最小的「尤小金」

值得一提的是，尤小金排行最後並非因為年齡最小，而是過去曾在神威獄與貝妲修女交手

之後便久傷難癒，長年咳嗽，於是被認定實力較低

### 太古的盟約
乃是里米特之父「奎格」以「奧克馬十三」作為基礎所創，盟約表面的功用是將所由太古遺族的獸性去除做全面性昇華，但實際的作用是逆轉時間，只為了拯救里米特讓他擺脫永生。

### 原祖
各族的第一代獸人皆以此稱呼，主要有三種共同點。
一、只有頭顱。 
二、絕對不會動。 
三、毫無邪念。

### 百年堂
各族具有一定年紀，且具有超高地位者，皆具有加入百年堂的資格。百年堂以所站的盤子則分成紫白金青四種顏色，紫色的地位最高，其餘遞減次之。百年堂以不傷害天理，應順天道為由不干涉獸人之間的事。

### 精靈
世界上最不具有心機的生命體，無壽命限制。可與獸人締結契約，稱為精靈魔法。

### 精靈魔法
各族依所屬的魔法系統與其屬性的精靈締結契約，但魔力再深厚也不能跨屬性使用魔法。

### 逾限魔法
精靈魔法源自自然，所以不會造成環境過大的破壞，也就是威力有限。

所以造成「高層次魔力無力與高層次鬥氣爭鋒」的定理，後來為了戰爭而開發出新的魔法運行方式，到全盛時期時，威力已達毀天滅地的程度（月球就是從地球上轟出去的碎片）。

這也促成各族皆願意參與太古的盟約，但實際上仍有不少部族保有部分逾限魔法作為自保，已知約瑟夫曾從老不死手中取走一種逾限魔法，並帶往兩院，此舉意外造成「梅碩」的誕生。

空衍族那卡羅曾與老不死交易，取得足以銷毀十分之一個月球的逾限魔法，但交易內容不明、使用目標亦不明。

## 書籍列表

### 輕小說
古灰

#### 進化者
由麥加(太古遺族)和徐景翔(教廷院士)兩人研究「獸」與「人」融合後的物種，最大的特點為可變換各族的「獸變徵」、和使用各族武技和血液為紅色。

### 教廷

#### 元老院
年紀衰老的教廷院士(通常是有研究功績以及誅獸功勳的年老院士)的安養院，負責決策重大事務。

#### 神威獄
位於西伯利亞的修道院，有學院及關押太古遺族的監獄，現任掌院為貝妲修女。

#### 貝妲修女
神威獄掌院，戮獸數目最高者，戮獸時必定是以「戮目截顱」，手段殘忍無情。

##### 白亞哥
神威獄最有自信的院士，武器為山雨槍。

##### 索拿夫
小時侯家人慘遭噬血獸人屠殺因此相當怨恨太古遺族，武器為「渦刀」。

#### 神恩海
位於冰島的修道院。院中修士皆是修行身法。

##### 梅碩
自2000年前以來兩院(神恩海和神威獄)第一高手「凱札斯坦」創出真文字體術以來，第二個能夠使用真文字體術的人，也是兩千年前凱札斯坦及法肯達連手重傷里米特使其回復理智後所贈送融合因子（融合獸王因子和聖人因子）方法的成果。

##### 余衍
靈遙堂的負責人。是唯一一位身為神恩海卻執掌過神威獄的刑具武裝特種騎士團。

### 冥界魂導師

#### 二宗三際
二宗指的是光明與黑暗，三際是過去、現在、未來，這五位統馭冥界的最頂級魂導師。擁有絕對的權力，同時也背負著相對的義務，是所有魂導師的領導者，也是最接近真理的存在。

#### 八原執
二宗三際以下，擁有絕對的權力，卻不需背負相對義務的八位魂導師。
里米特為八原執之一的自由導師。

### 人類

#### 關家

##### 關老爺
關曉蕾的爸爸，現居在白沙灣，關老爺是外號，家裡開設武館。

##### 關曉彤
關曉蕾的妹妹，歐大軍喜歡的對象，但關曉彤卻喜歡島田克巳，目前唯一一位能逼西恩啃骨頭的人。

#### 曼丘家族

##### 曼丘聖
曼丘家的創立者，與里米特為生死之交。將里米特教導的「十方辟易玄監」傳承於曼丘家，並要求曼丘家的所有人服從自由導師的所有諭令，但到後來里米特並沒有下過任何要求，反而是給其他冥界魂導師方便。

##### 曼丘浩瀚
曼丘家首席除靈師。個性相當自我。

##### 曼丘深邃
曼丘浩瀚的弟弟，靈魂中有一絲自由導師（里米特在冥界中的職稱）的靈魂，擁有里米特在冥界時的所有記憶，為神魔仲介者,現任壽仁高中輔導室老師。

#### 顧家

##### 顧允珊
顧允喬的姐姐，活死人事件的受害者，在公園時，和歐大軍相談甚歡，成為朋友。

##### 顧允喬
顧允珊的妹妹，曾經帶頭罷免梁圖真，現在對梁圖真似乎抱有某些情愫。

#### 康凱
電機系三年級，籃球社社長，為人小氣吝嗇，相當愛現，梁圖真曾在二年級鬥牛比賽時，將康凱的隊名「暗魔隊」，寫成「按摩隊」，結果比賽以極大的分差落敗，從此懷恨在心，處處針對梁圖真。

#### 傅雨姿
藝人，個性古怪，相當喜歡梅碩，最後被梅碩以術法忘卻所有有關梅碩的記憶。

## 太古的盟約的相關名詞

### 十大神兵

#### 獸王武裝
原為每代獸王的必備武裝，但在兩千年前遺失，在後來找出獸王武裝成每代獸王的終生己任，現存於教廷中。

#### 凶劍邦傑明
具有將物質粉碎在還原的能力。目前擁有者為里米特。

#### 妖刃貂瞳
具有以釋放靜電電流吸附物質的能力。目前擁有者為伊比雅。

#### 雨紋匕
擁有能物質以等比例大小崩潰的能力。目前擁有者為罕拉姆，但主人為約瑟夫。

#### 凱亞爾之索
有詭異莫測之名。原為桑鐸的兵器，但在他成為五大強者後便傳給班督。

#### 滔天叉
以精靈魔法植入自然精靈所生成的兵器。目前擁有者菲亞斯。

#### 焚海戟
以精靈魔法植入自然精靈所生成的兵器。目前擁有者阿姆雷特。

#### 秋水冷焰刀
具有將物質結晶化的能力。目前擁有者凡莉嘉。

#### 絕今踏
本身的重力能夠隨意增長。

#### 幻爪阿瑟斯
必須要有相當覺悟才會去動用。

### 五大強者
拓旡族「八樹總司」、冥祟族「舒伯茲」、沼圖族「莫寧」、龐煞族「尤小金」、叢遊族「桑鐸」
長年稱霸地下鬥技場，若全力出手可以消滅一座城市，彼此衝突甚至可能抹去一座小國

公認擁有世間最頂級武力的五名頂級高手，共稱「五大強者」。

然而雖然共享同等級的名號，實際實力卻不完全一致
已知五大強者中由「八樹總司」為第一，
（亦是唯一曾公開擊敗年齡超過一世紀，無法排入任何排名的「老不死」之人）
而敬陪末座者，則是五人中年齡最小的「尤小金」

值得一提的是，尤小金排行最後並非因為年齡最小，而是過去曾在神威獄與貝妲修女交手

之後便久傷難癒，長年咳嗽，於是被認定實力較低

### 太古的盟約
乃是里米特之父「奎格」以「奧克馬十三」作為基礎所創，盟約表面的功用是將所由太古遺族的獸性去除做全面性昇華，但實際的作用是逆轉時間，只為了拯救里米特讓他擺脫永生。

### 原祖
各族的第一代獸人皆以此稱呼，主要有三種共同點。
一、只有頭顱。 
二、絕對不會動。 
三、毫無邪念。

### 百年堂
各族具有一定年紀，且具有超高地位者，皆具有加入百年堂的資格。百年堂以所站的盤子則分成紫白金青四種顏色，紫色的地位最高，其餘遞減次之。百年堂以不傷害天理，應順天道為由不干涉獸人之間的事。

### 精靈
世界上最不具有心機的生命體，無壽命限制。可與獸人締結契約，稱為精靈魔法。

### 精靈魔法
各族依所屬的魔法系統與其屬性的精靈締結契約，但魔力再深厚也不能跨屬性使用魔法。

### 逾限魔法
精靈魔法源自自然，所以不會造成環境過大的破壞，也就是威力有限。

所以造成「高層次魔力無力與高層次鬥氣爭鋒」的定理，後來為了戰爭而開發出新的魔法運行方式，到全盛時期時，威力已達毀天滅地的程度（月球就是從地球上轟出去的碎片）。

這也促成各族皆願意參與太古的盟約，但實際上仍有不少部族保有部分逾限魔法作為自保，已知約瑟夫曾從老不死手中取走一種逾限魔法，並帶往兩院，此舉意外造成「梅碩」的誕生。

空衍族那卡羅曾與老不死交易，取得足以銷毀十分之一個月球的逾限魔法，但交易內容不明、使用目標亦不明。

## 書籍列表

### 輕小說
| 卷數 | 標題     | 發行日期       | ISBN               | 備註 |
| ---- | -------- | -------------- | ------------------ | ---- |
| 1    | 獸血沸騰 | 2006年10月11日 | ISBN 9867450663    |      |
| 2    | 雨紋風暴 | 2006年11月5日  | ISBN 9867450671    |      |
| 3    | 聖堂靈鑰 | 2006年12月11日 | ISBN 986745068X    |      |
| 4    | 心的抉擇 | 2007年1月12日  | ISBN 986745085X    |      |
| 5    | 生命之花 | 2007年2月1日   | ISBN 9867450868    |      |
| 6    | 獸人學園 | 2007年3月21日  | ISBN 9789867450975 |      |
| 7    | 都城夜戰 | 2007年6月6日   | ISBN 9789866815096 |      |
| 8    | 百年印璽 | 2008年2月14日  | ISBN 9789866815225 |      |
| 9    | 超空間戰 | 2009年1月19日  | ISBN 9789866815553 |      |

## 外部連結
- 比酷ET推廣基地（页面存档备份，存于）
- 頁數1 - 世界百科知識（页面存档备份，存于）